# Баш-Апаранское сражение
Баш-Апара́нское сраже́ние  (арм. Բաշ Ապարանի ճակատամարտ) — вооружённое столкновение между вторгнувшимися на территорию Армении турецкими войсками и армянскими регулярными частями, произошедшее 23—29 мая 1918 года. В ходе боёв турецкие войска были разбиты и отброшены к западу от Баш-Апарана.

## Причины и ход битвы
После захвата 21—22 мая Амамлы, турки получили возможность начать наступление на юг по главному шоссе прямо на Эривань (в 120 км от Амамлы). Мовсес Силиков, командующий армянским войском в окрестностях Сардарапата, решил, что лучше всего в этой ситуации было бы послать маленький, но надежный отряд в 1000 отборных стрелков под командованием опытного партизанского лидера Дро. Эта группа, вооруженная множеством пулеметов и 4 полевыми пушками, заняла позицию в ущелье Баш-Апарана, закрыв главную дорогу в 50 км к югу от Амамлы.
В ходе продвижения османские войска убили несколько тысяч мирных армянских жителей.
23 мая развязалась битва между 3-м полком 11-й Кавказской дивизии, наступающим из Амамлы и группой Дро. Силиков послал ему на помощь 2-й кавалерийский полк, и 25 мая Дро контратаковал. Сражение продолжилось и 26 мая, 28 мая Силиков послал на помощь Дро пехоту. 29 мая армяне выбили турецкий полк к северу от Баш-Апарана, сохранив под контролем важное ущелье.